# Caproni Ca.90
Caproni Ca.90 là một mẫu thử máy bay ném bom hạng nặng của Ý, được hãng Caproni thiết kế trong thập niên 1920. Khi bay lần đầu năm 1929 nó là máy bay lớn nhất thế giới vào thời điểm đó.

## Tính năng kỹ chiến thuậts
Dữ liệu lấy từ Illustrated Encyclopedia of Aircraft
Đặc tính tổng quan
- Chiều dài: 26,95 m (88 ft 5 in)
- Sải cánh trên: 34,90 m (114 ft 6 in)
- Sải cánh dưới: 46,60 m (152 ft 11 in)
- Chiều cao: 10,80 m (35 ft 5 in)
- Diện tích cánh: 496,60 m2 (5.345,4 foot vuông)
- Trọng lượng rỗng: 15.000 kg (33.069 lb)
- Trọng lượng cất cánh tối đa: 30.000 kg (66.139 lb)
- Động cơ: 6 × Isotta-Fraschini Asso kiểu động cơ piston thẳng hàng, 750 kW (1.000 hp)  mỗi chiếc

Hiệu suất bay
- Vận tốc cực đại: 205 km/h (127 mph; 111 kn)
- Tầm bay: 1.290 km (802 mi; 697 nmi)
- Thời gian bay: 7 hours
- Trần bay: 4.500 m (14.764 ft)

Vũ khí trang bị

- Súng: Súng máy
- Bom: 8000kg